# HD 162555
HD 162555，又名BD+29 3126，SAO 85464、HR 6654，是一颗恒星，视星等为5.5，位于銀經54.42，銀緯25.32，其B1900.0坐标为赤經17h 46m 30.2s，赤緯+29° 25.32′ 56″。